# Lee Sang-eun
Lee Sang-Eun (hangul: 이상은, hanja: 李尙恩), född den 5 mars 1975 i Imsil, Sydkorea, är en sydkoreansk handbollsspelare.
Hon tog OS-silver i damernas turnering i samband med de olympiska handbollstävlingarna 2004 i Aten.